# AIK 65 Strøby Fodbold
AIK 65 Strøby Fodbold er en dansk fodboldklub hjemmehørende på Stevns på Sjælland. Klubben blev stiftet i 2007, da fodboldafdelingen i AIK 65 Strøby (ligesom de øvrige afdelinger i klubben) blev en selvstændig klub.
Klubben vakte opmærksomhed i 2009, da holdet som det første serie 2-hold nogensinde formåede at kvalificere sig til ottendedelsfinalerne i DBUs Landspokalturnering.